# Maja cornuta
Maja cornuta is een krabbensoort uit de familie van de spinkrabben (Majidae). De wetenschappelijke naam van de soort werd als Cancer cornutus in 1758 gepubliceerd door Carl Linnaeus.